# Паровоз ФД
ФД («Фелікс Дзержинський»; заводське позначення — 1П — «1-й тип паровоза»; прізвиська — Федя, Федюк, Фелікс) — радянський магістральний пасажирський паровоз типу 1-4-2, що вироблявся Луганським паровозобудівним заводом з 1931 по 1941 рік. Був створений у зв'язку з індустріалізацією в Радянському Союзі, коли уряд країни вимагав від залізничного транспорту впоратися з усе зростаючим пасажирообігом.
ФД - товарний, формули 1-5-1
а на фото ФД-п (булий ІС), 1-4-2.

## Джерело
- "Феликс Дзержинский" (Товарный паровоз серии ФД20) (рос.). ZDRus. 1976. Архів оригіналу за 17 травня 2014. Процитовано 26 червня 2009. {{cite web}}: Cite має пустий невідомий параметр: |description= (довідка)
- Паровоз серии ФД. История российских паровозов (рос.). Архів оригіналу за 17 травня 2014. Процитовано 26 червня 2009.